# Алексієвка (Вадінський район)
Алексі́євка (рос. Алексеевка) — присілок у складі Вадінського району Пензенської області, Росія.
Населення — 22 особи (2010; 31 у 2002).
Національний склад станом на 2002 рік:
- росіяни — 100 %